# 이와무라다번
이와무라다 번(일본어: 岩村田藩 이와무라다한[*])은 일본 에도 시대 시나노국 사쿠군・지사가타군의 일부(현 사쿠시)를 지배했던 번이다. 번청은 이와무라다 진야이며, 번주는 나이토 가문(内藤氏)이다.

## 번의 역사
겐로쿠 16년(1703년) 8월, 무사시국 아카누마번주 나이토 마사토모가 무사시국・고즈케국・히타치국・가즈사국・시모사국 등 각지에 산재해 있던 1만 5천 석 영지가 시나노국 사쿠군 내 27개 촌의 1만 6천 석 영지로 교체되어 이와무라다에 진야를 세우면서 이와무라다 번이 성립하였다. 그 후, 셋쓰국・가와치국(지금의 오사카부) 내의 영지로 일시 이봉되었으나, 그의 차남인 제2대 번주 나이토 마사유키의 대에 다시 사쿠 군 내로 이봉되었다. 이처럼 소령의 장소가 빈번히 바뀌는 일이 많았으나, 번정 면에서는 특별히 주목할 만한 점 없이 그대로 대가 이어졌다.
6대 번주 나이토 마사쓰나는 로주 미즈노 다다쿠니의 친동생인 관계로, 후시미 부교(伏見奉行)에 임명되어 그 공적으로 안세이 5년(1858년)에 성주격(城主格)으로 승진하였다. 최후의 번주인 나이토 마사노부는 닛코 제례 부교(日光祭礼奉行)・소자반・지샤부교 등을 역임하였다. 보신 전쟁에서는 신정부군에 속해 호쿠에쓰 전쟁에 출병하였다. 이 무렵, 이와무라다에서는 축성 계획이 이루어지고 있었으나, 메이지 2년(1869년)의 판적봉환 및 메이지 4년(1871년)의 폐번치현으로 번이 폐지되면서 성은 미완성인 상태로 폐성되었다. 그리고 이와무라다 현이 되었다가 최후에는 나가노현에 흡수되었던 것이다.

## 역대 번주
1. 나이토 마사토모(内藤正友) 재위 1703년 ~ 1711년
2. 나이토 마사유키(内藤正敬) 재위 1711년 ~ 1746년
3. 나이토 마사스케(内藤正弼) 재위 1746년 ~ 1770년
4. 나이토 마사오키(内藤正興) 재위 1770년 ~ 1792년
5. 나이토 마사쿠니(内藤正国) 재위 1792년 ~ 1802년
6. 나이토 마사쓰나(内藤正縄) 재위 1803년 ~ 1860년
7. 나이토 마사노부(内藤正誠) 재위 1860년 ~ 1871년